# Reptilisocia gunungana
Reptilisocia gunungana – gatunek motyla z rodziny zwójkowatych.
Gatunek ten został opisany w 2013 roku przez Józefa Razowskiego.
Motyl znany z dwóch okazów samców o rozpiętości skrzydeł 16 mm. Głowa kremowobrązowa. Na żółtym tułowiu obecne brązowe znaki. Przednie skrzydła cytrynowożółte z pomarańczowymi i brązowymi plamami, tylne zaś kremowobiałe. Narządy rozrodcze samca odznaczają się wypukłym sakulusem i szerokim w części proksymalnej wyrostkiem towarzyszącym.
Owad znany wyłącznie z indonezyjskiej wyspy Seram.